# March 881
O 881 é o modelo da March da temporada de 1988 e dos dois primeiros GPs da temporada de 1989 da F1. 
Foi guiado por Ivan Capelli e Mauricio Gugelmin.